# Zekirija Sejdini

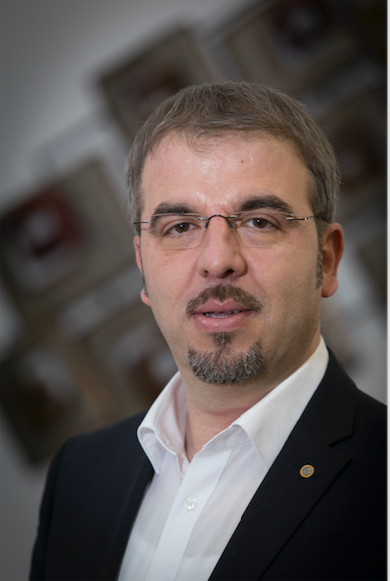
Zekirija Sejdini

Zekirija Sejdini (* 21. Oktober 1972 in Vrapčište, SR Mazedonien, SFR Jugoslawien) ist ein österreichischer islamischer Theologe und Religionspädagoge mit nordmazedonischen Wurzeln. Seit 2014 ist er der erste Universitätsprofessor für Islamische Religionspädagogik an der Universität Innsbruck. Er ist der Gründer und Leiter des österreichweit ersten Instituts für Islamische Theologie und Religionspädagogik an der Universität Innsbruck, das am 1. Januar 2017 eröffnet wurde.

## Leben
Zekirija Sejdini entstammt der albanischen Minderheit Nordmazedoniens. Er studierte nach seinem Abitur 1991 an der al-Azhar-Universität in Kairo und der Marmara-Universität in den Fachrichtungen Islamische Theologie, Philosophie und Religionspädagogik. 2002 folgte ein Lehrauftrag an der Evangelischen Fachhochschule Ludwigsburg mit dem Schwerpunkt im christlich-islamischen Dialog. 2004 wurde er Abteilungsleiter für das Lehramt an der Islamischen Religionspädagogischen Akademie in Wien und Fachinspektor für den islamischen Religionsunterricht an den allgemeinbildenden Pflichtschulen in Wien. Ab 2009 bekleidete er die Ämter des stellvertretenden Leiters des Schulamtes der Islamischen Glaubensgemeinschaft Österreich (IGGÖ) und des Fachinspektors für den islamischen Religionsunterricht an Wiener Gymnasien. Parallel dazu lehrte er als Lehrbeauftragter an den Universitäten Wien und Innsbruck, an der Katholisch-Pädagogischen Hochschule Wien/Krems und an der Pädagogischen Hochschule Wien. Sejdini promovierte 2012 an der Universität Heidelberg über das Wissensverständnis des Sufi-Mystikers Abu Talib al-Makki (gest. 996 in Baghdad) in dessen Abhandlung Qūt al-qulūb (Nahrung des Herzens). Zwischen 2011 und 2014 war er Vorsitzender des Schurarates und Medienreferent der Islamischen Glaubensgemeinschaft Österreich (IGGÖ). 2014 erfolgte der Ruf als erster Universitätsprofessor für Islamische Religionspädagogik an der Universität Innsbruck.
Seit 2017 leitet Sejdini das neu gegründete Institut für Islamische Theologie und Religionspädagogik an der Universität Innsbruck.
2018 wurde ihm für seine Verdienste um eine akademische Erforschung und Vermittlung islamischer Glaubenslehren der Kurt-Schubert-Gedächtnispreis für interreligiöse Verständigung verliehen.

## Positionen
Er plädiert für eine „anthropologische Wende“ in der islamischen Theologie und Religionspädagogik, um beide aus dem aktuellen Kontext neu denken zu können. Dafür sieht er die Notwendigkeit einer Hinterfragung des traditionellen Menschenbildes und des klassischen Verständnisses von Theologie und Bildung.  Für die Verwirklichung der angesprochenen Wenden bedarf es in der islamischen Theologie und Religionspädagogik vor allem einer kritischen Auseinandersetzung mit dem gängigen Traditions- und Offenbarungsverständnis im Islam. Weder der Koran darf als einzige Quelle der Offenbarung im allgemeinen Sinne betrachtet werden, noch die islamische Tradition als ewig gültige. Subjektorientierung und Kontingenzbewusstsein sind zwei Schlüsselkategorien, die Grundlagen im theologischen und religionspädagogischen Denken von Sejdini bilden. Ihm kann als einer der wenigen muslimischen Theologen und Religionspädagogen eine Nähe zum Konstruktivismus nachgesagt werden.
Besonderen Wert legt Sejdini in seiner Forschung  auf die interreligiöse Religionspädagogik. Er vertritt die Meinung, dass eine genuine islamische Theologie nur interreligiös, besonders unter Mitberücksichtigung der monotheistischen Tradition gedacht werden kann.